# Strasburgeriaceae
Strasburgeriaceae, biljna porodica iz reda Crossosomatales koja obuhvaća dva monotipska roda iz Oceanije, jedan je endem sa Sjevernog otoka, drvo poznato u maorskom jeziku kao tawari (Ixerba brexioides), dok je drugi rod po kojem je porodica dobila ime, Strasburgeria, endem s Nove Kaledonije

## Opis
Stablo male do srednje veličine. Lišće spiralno, kožasto, veliko, jednostavno, obrnuto jajoliko; sječivo cjelovito sa široko razmaknutim nazubljenjima; peteljke s uskim, bočnim krilcima; stipule spojene na adaksijalnoj strani peteljke da tvore distalno nazubljenu, intrapetiolarnu strukturu. Cvjetovi veliki, pojedinačni, aksilarni, peterokutni, hipogini i dvospolni; čašičnih listića 8-10, preklapajući, postupno se povećavaju od vanjskog prema unutarnjem; latica 5(6), preklapajuće; prašnika 5+5; filamenti debeli; prašnici dorsifiksirani, tetrasporangijatni, teke odvojene u donjoj trećini prašnika; disk intrastaminalan, zadebljan, režnjevit; karpela 4-7, bočno spojenih po cijelom dijelu sa stilovim dijelovima kongenitalno u jedan, tordirani nastavak s blago režnjevitom stigmom; ovule anatropne, bitegmične, krasinucelat, viseće na lateralnoj posteljici, obično 1 po lokulu; endosperm stanični. Plod neraskriven, vlaknast, s postojanim vrhom i čaškom; sjemenke s arudimentarnom arilonskom funikulom, tankim slojem endosperma i ravnim dikotilnim zametkom.

## Rodovi
1. Ixerba A.Cunn.
2. Strasburgeria Baill.